# Araks (Echmiadzin)
Araks (in armeno Արաքս?, anche chiamato Arak's; fino al 1946 Sharifabad, Nerkin Karkhun, Nerkin Gharkun e Nizhniy Karkhun) è un comune dell'Armenia di 1 577 abitanti (2010) della provincia di Armavir.